# Bełcz Mały
Bełcz Mały – wieś w Polsce położona w województwie dolnośląskim, w powiecie górowskim, w gminie Wąsosz. W latach 1975–1998 miejscowość należała administracyjnie do województwa leszczyńskiego.

## Zabytki
Do wojewódzkiego rejestru zabytków wpisany jest spichrz folwarczny z roku 1920.